# Marbache
Marbache è un comune francese di 1 685 abitanti situato nel dipartimento della Meurthe e Mosella nella regione del Grand Est.

## Storia

### Simboli
Il comune non ha adottato uno stemma. Esiste sul web una versione non ufficiale non riconosciuta dalla giunta municipale.

## Società

### Evoluzione demografica
Abitanti censiti